# Oddibjord Tessera
Oddibjord Tessera is een tessera op de planeet Venus. Oddibjord Tessera werd in 1997 genoemd naar Oddibjord, een Scandinavische geluksgodin.
De tessera heeft een diameter van 900 kilometer en bevindt zich in het quadrangle Snegurochka Planitia (V-1).